# Huis Ter Lede
Het Huis Ter Lede soms ook Huis Ter Lee of Huis te Lienden genoemd was een kasteel in de heerlijkheid Lede en Oudewaard in de Nederlandse provincie Gelderland, dat tot begin vijftiende eeuw toebehoorde aan de familie van Lynden.

In het Rampjaar 1672 werd het kasteel "bezocht" door de Fransen, waarna het tot een ruïne verviel. In 1823 is het afgebroken en in 1832 was alleen de gracht nog zichtbaar. 
De vroegere kasteelplaats ligt nu in de gemeente Neder-Betuwe. Op het verhoogde gedeelte van het voormalige kasteelterrein staat een boerderij. In het omliggende weiland is een deel van het grachtenprofiel te onderscheiden. Mogelijk bevinden zich op die plaats nog muurresten.